# Johanna Enríquez

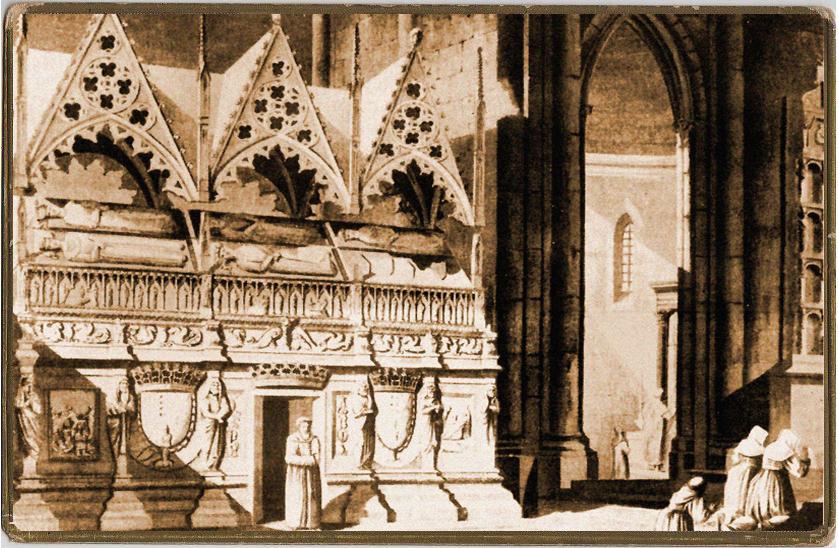
De koninklijke graven in het klooster van Santa Maria de Poblet, waar ook Juana Enríquez begraven ligt

Johanna Enríquez (Torrelobatón, 1425 — Tarragona, 13 februari 1468) was koningin-gemalin van Aragón en de landen van de Kroon van Aragon: Koningin-gemalin van Navarra, Majorca, Valencia, Sicilië en Sardinië.
Johanna Enríquez was een dochter van admiraal Fadrique Enríquez en Marina Díez de Córdoba y Ayala, waarschijnlijk van Joodse afkomst, maar gedwongen tot het katholicisme bekeerd (converso). Ze was de tweede vrouw van Johan II van Aragón met wie ze in 1447 in Calatayud trouwde. Fadrique Enriquez was destijds een van de belangrijkste en machtigste mannen in het koninkrijk Castilië.

## 1441-1458
Blanca I van Navarra was de eerste vrouw van Johan II. Nadat Blanca in 1441 stierf, ontstond er een strijd om de troon van Navarra tussen Johan II en hun zoon Karel. In 1450 ontaardde dit in een gewapende strijd . Toen Johanna Enríquez in 1451 werd uitgeroepen tot medebestuurster van Navarra was dit een nieuwe bron van conflicten tussen Johan II en Karel van Viana.
De geboorte van zoon Ferdinand in 1452 gaf Johan nieuwe mogelijkheden om de kwestie van de troonopvolging naar zijn hand te zetten.

## 1458-1462
In 1458 stierf Alfons V van Aragón en werd Johanna door haar huwelijk met Johan II koningin van Aragón, Majorca, Valencia, Sicilië en Sardinië.
In 1460 werd Karel van Viana opnieuw door zijn vader gevangengenomen. In hetzelfde jaar richtte de Catalaanse Generalitat een eigen Catalaans Parlement op. De Generalitat werd door de bevolking van Barcelona in haar strijd om onafhankelijkheid gesteund en Johan II en ging onderhandelingen aan met de Catalanen. Onder druk van de Catalanen werd Karel van Viana in vrijheid gesteld. Johanna Enriquez vertegenwoordigde de koning in de onderhandelingen. Dit resulteerde in de Capitulatie van Vilafranca del Penedès, waarbij Karel van Viana tot rechtmatig opvolger voor de troon van Navarra werd uitgeroepen. Middels grondwettelijke bepalingen werd de macht van de koning binnen Catalonië beperkt.
Het opzetten van het nieuwe grondwettelijke systeem werd echter verstoord door de plotselinge dood van Karel van Viana. Johanna Enriquez werd ervan beschuldigd de prins te hebben vergiftigd. Dit was de directe aanleiding tot het uitbreken van de Catalaanse Burgeroorlog (1461-1471). Gedurende de laatste maanden van 1461 en het begin van 1462 deed de koningin in Barcelona pogingen om zo veel mogelijk voorstanders van de monarchie voor zich te winnen. Dit mislukte uiteindelijk en Johanna werd gedwongen naar Gerona te vluchten.
Toen Hug Roger III op 6 juni 1462 met zijn leger Girona binnenviel trok Johanna zich met haar zoon terug in het kasteel Força Vella. Johan II had Girona ondertussen vanuit het westen belegerd, maar kon de koningin en Ferdinand niet ontzetten. Uiteindelijk werden Johanna en Ferdinand door de troepen van Gaston IV van Foix op 23 juli bevrijd.

## 1462-1468
In 1463 bepaalde Lodewijk XI van Frankrijk bij de Sentencia de Bayonne onder meer dat Hendrik IV van Castilië moest afzien van zijn aanspraken op Catalonië. Om zijn eisen kracht bij te zetten liet hij Johanna en haar dochter Johanna als gijzelaar vastgehouden in Larraga.
Moeder en dochter werden vrijgelaten en Johanna regeerde van 1464 tot 1468 als opperbevelhebber van Navarra. Van 1466 tot 1468 zat ze de Cortes van Aragón voor samen met haar zoon Ferdinand.
Johanna Enriquez leed aan kanker. Toen op 6 februari 1468 Cortes werden gehouden in Barcelona was Johanna te ziek om deze bij te wonen. Ferdinand zat de hofraad in haar plaats voor. Johan II was te druk met de oorlog tegen de Fransen in het noorden van Aragón.
Johan II van Aragón en Johanna Enriquez liggen begraven in het klooster van Santa María de Poblet.

## Nageslacht
Met Johan II van Aragón
- Ferdinand II van Aragon
- Prinses Johanna van Aragón (1454-1517), getrouwd met Ferdinand I van Napels